# 本吉拉省
本格拉省（葡萄牙語：Benguela）位於安哥拉中西，與南廣薩省、萬博省、威拉省、納米貝省等省份相鄰。